# Кряуна
Кряуна́ (лит. Kriauna), Креуна (устар. Кревна; латыш. Kreuna) или Крауна (латыш. Krauna) — река на юго-востоке Латвии и северо-востоке Литвы. Впадает в озеро Сартай, относящееся к бассейну реки Швянтойи.
Длина реки составляет 50 км. Площадь водосборного бассейна — 368 км². Средний уклон — 0,72 м/км. Скорость течения — 0,1—0,2 м/с. Средний расход воды в устье — 2,76 м³/с
Кряуна начинается на Аугшземской возвышенности в 3 км к северо-востоку от Субате. Впадает в озеро Сартай на высоте 99 м над уровнем моря около деревни Стравай.
Притоки: Дзирнавупите, Пруде, Плентауку-Упе, Кряунену-Упяле, Стулпис, Покяне.